# Гальгенен
Гальгенен (нім. Galgenen) — громада  в Швейцарії в кантоні Швіц, округ Марх.

## Географія
Громада розташована на відстані близько 115 км на схід від Берна, 25 км на північний схід від Швіца.
Гальгенен має площу 13,3 км², з яких на 10,7% дозволяється будівництво (житлове та будівництво доріг), 50,3% використовуються в сільськогосподарських цілях, 38% зайнято лісами, 1,1% не є продуктивними (річки, льодовики або гори).

## Демографія
2019 року в громаді мешкало 5227 осіб (+12,4% порівняно з 2010 роком), іноземців було 21%. Густота населення становила 394 осіб/км².
За віковим діапазоном населення розподілялося таким чином: 20,9% — особи молодші 20 років, 62,7% — особи у віці 20—64 років, 16,4% — особи у віці 65 років та старші. Було 2211 помешкань (у середньому 2,3 особи в помешканні).
Із загальної кількості 1261 працюючого 172 було зайнятих в первинному секторі, 252 — в обробній промисловості, 837 — в галузі послуг.